# Sedlnice
Sedlnice (německy Sedlnitz) jsou obec v okrese Nový Jičín v Moravskoslezském kraji. Žije zde přibližně 1 800 obyvatel. Součástí obce je i osada Borovec (dříve Dreigiebel).

## Název
Nejstarší písemný doklad z roku 1267 se týká řeky Sedlnice, nikoli osady. Jméno řeky bylo odvozeno od přídavného jména sedlná a označovalo, že protékala sedlem či mezi sedly. Jméno řeky bylo přeneseno na osadu u ní založenou. Od 14. století měla vesnice dva majitele, od 17. století se části vsi označovaly jako Dědičná/Dědičné Sedlnice či Zpupné Sedlnice (německy Erb Sedlnitz, západně od řeky) a Manská/Manské Sedlnice či Lenní Sedlnice (německy Lehen Sedlnitz, východně od řeky). Jméno kolísalo mezi jednotným a množným číslem, v místě se používá jednotné číslo.

## Historie
První písemná zmínka o obci pochází z roku 1267.

## Obyvatelstvo
| Rok            | 1869  | 1880  | 1890  | 1900  | 1910  | 1921  | 1930  | 1950  | 1961  | 1970  | 1980  | 1991  | 2001  | 2011  | 2021  |
| -------------- | ----- | ----- | ----- | ----- | ----- | ----- | ----- | ----- | ----- | ----- | ----- | ----- | ----- | ----- | ----- |
| Počet obyvatel | 1 717 | 1 666 | 1 684 | 1 707 | 1 854 | 1 766 | 1 750 | 1 548 | 1 466 | 1 316 | 1 143 | 1 132 | 1 295 | 1 389 | 1 638 |
| Počet domů     | 275   | 282   | 284   | 293   | 291   | 298   | 330   | 382   | 311   | 302   | 301   | 367   | 408   | 445   | 537   |

Věková struktura obyvatel obce Sedlnice roku 2011
Rodinný stav obyvatel obce Sedlnice roku 2011
Vzdělání obyvatel obce Sedlnice roku 2011

## Obecní správa

### Obecní symboly
Znak a vlajka byly obci uděleny rozhodnutím předsedy Poslanecké sněmovny Parlamentu České republiky dne 4. června 1998.

## Pamětihodnosti
- přírodní památka Sedlnické sněženky
- kostel svatého Michala
- zámek Sedlnice

## Galerie

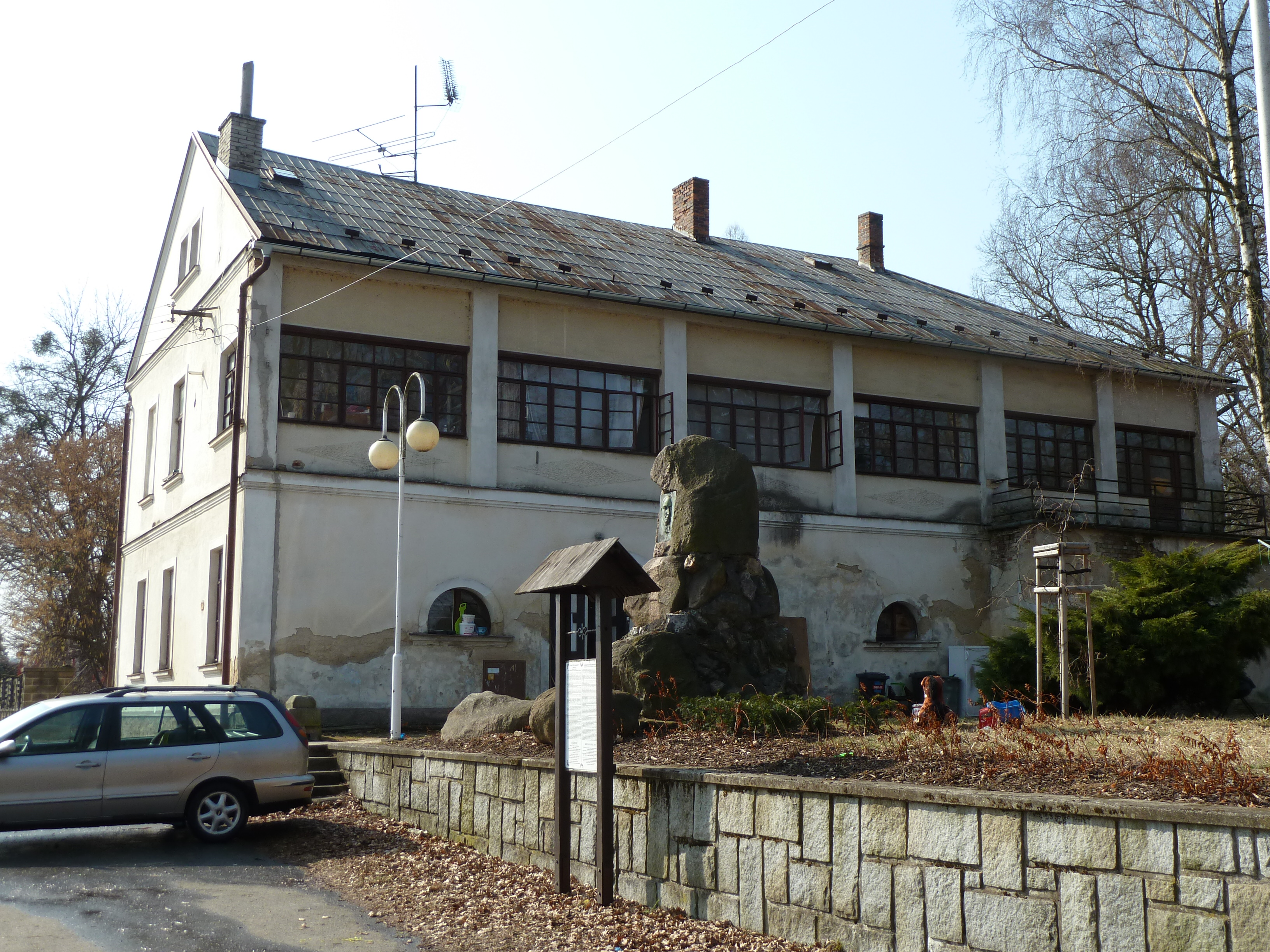
torzo zámku
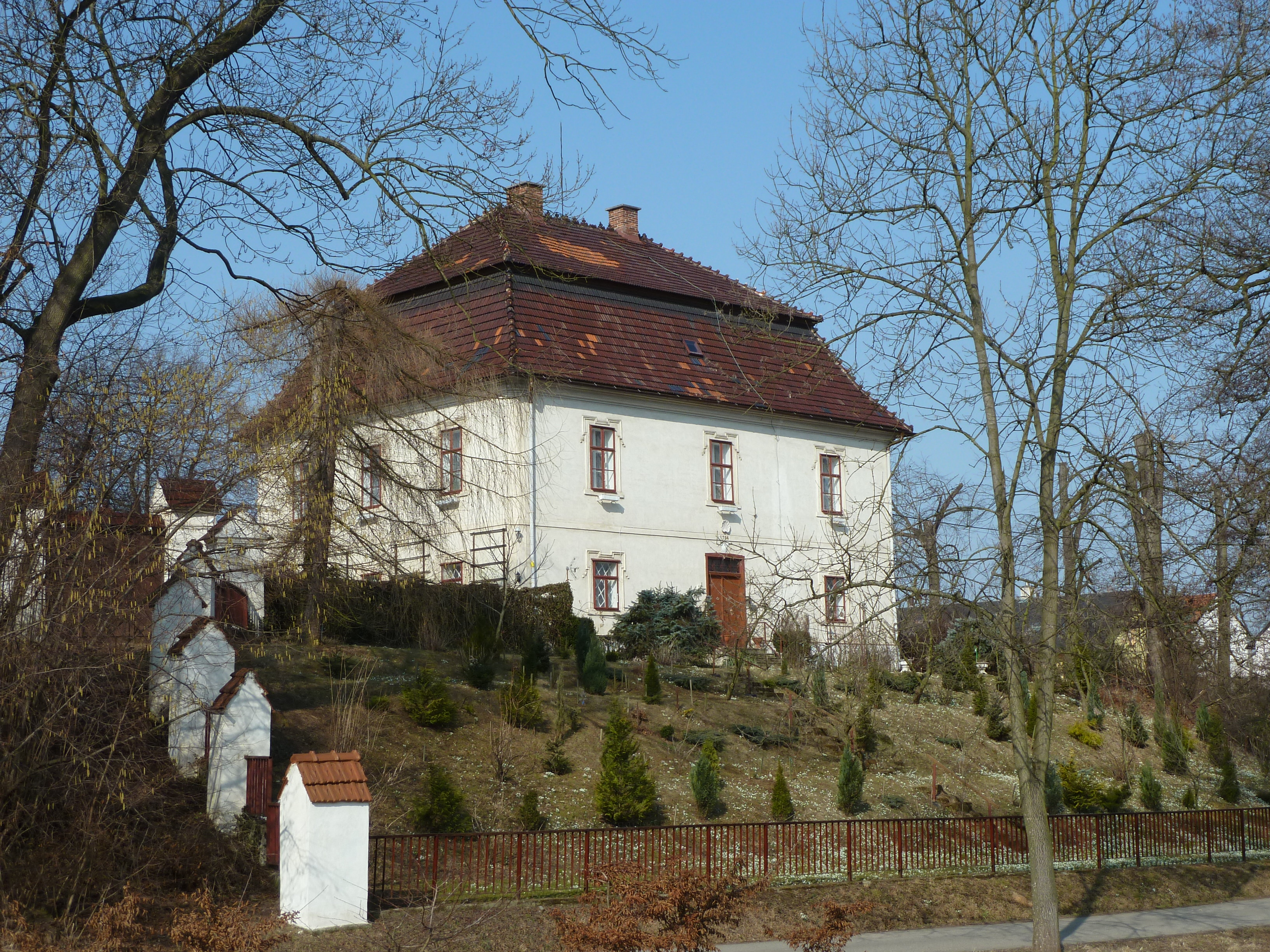
pozdně barokní budova bývalé fary z roku 1784
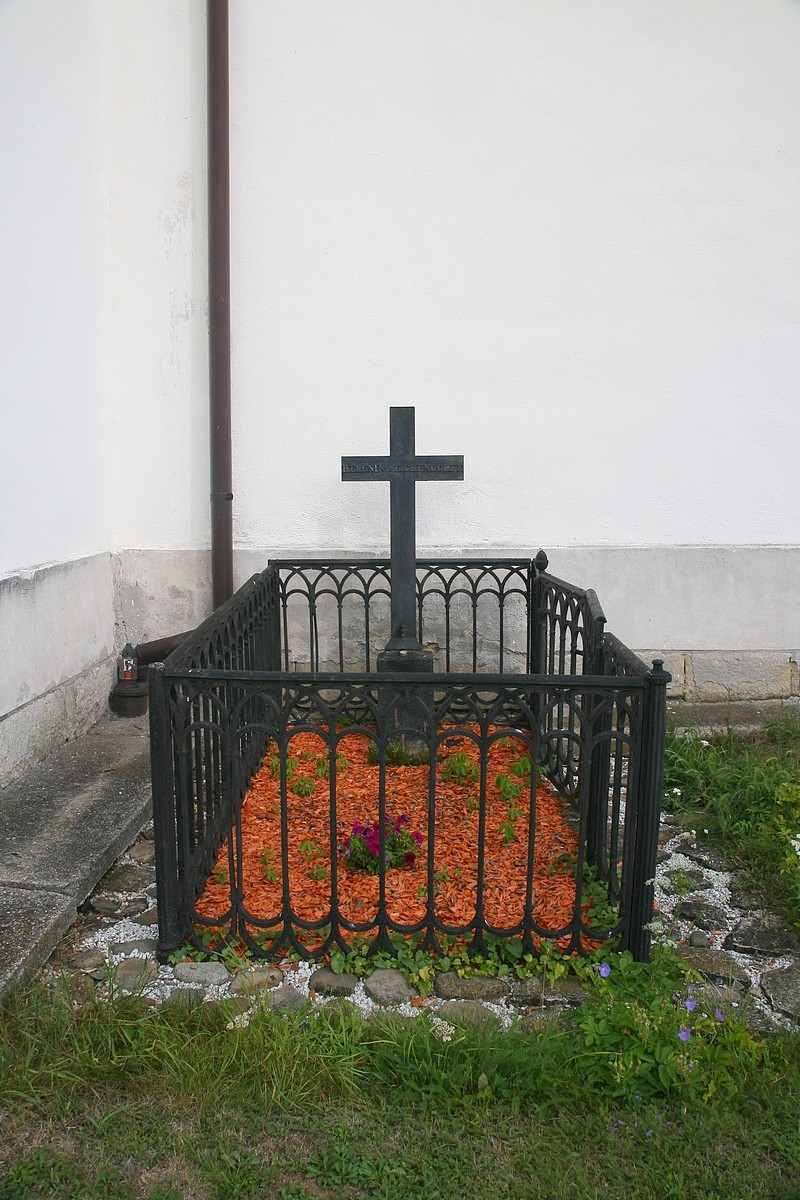
hrob Helene von Eichendorff, neteře básníka Josepha von Eichendorff